# Илков, Николай
Никола́й Бори́сов И́лков (21 февраля 1955, Пловдив) — болгарский гребец-каноист, выступал за сборную Болгарии в начале 1980-х годов. Бронзовый призёр летних Олимпийских игр в Москве, участник нескольких чемпионатов мира, победитель регат национального значения. Мастер спорта Болгарии (1974), заслуженный мастер спорта Болгарии (1980). Брат гребца и тренера Севдалина Илкова.

## Биография
Николай Илков родился 21 февраля 1955 года. Представлял армейское физкультурное общество «Тракия» из Пловдива (1971—1973), софийские ЦСКА (1973—1975), «Академик» (1977—1982) и «Левски-Спартак» (1983—1984), первый тренер — Ангел Арнаудов (с 1969 года). Окончил Национальную спортивную академию.
Благодаря череде удачных выступлений удостоился права защищать честь страны на летних Олимпийских играх 1980 года в Москве —  вместе со своим напарником Бориславом Ананиевым в зачёте двухместных каноэ на полукилометровой дистанции пробился в финальную стадию турнира и в решающем заезде пришёл к финишу третьим, пропустив вперёд только команды из Венгрии и Румынии.
В 1985 году Илков принял решение завершить спортивную карьеру — уступил место в сборной молодым болгарским гребцам. С 1986 по 1989 год работал тренером в спортивном обществе «Левски-Спартак» и национальной сборной.